# Девингталь, Жан Фёдорович
Жан Фёдорович Девингталь (лат. Jānis Devingtals; 1892, Бауский уезд, Курляндская губерния, Российская империя — 2 апреля 1938, Коммунарка, Ленинский район, Московская область, РСФСР, СССР) — российский революционер, сотрудник ВЧК и советский хозяйственный деятель.

## Биография
Латыш, член РСДРП с 1907, имел высшее образование.
С 23 сентября 1919 до 4 марта 1920 председатель Казанской губернской ЧК. С 22 апреля до 9 сентября 1920 председатель Терской областной ЧК. С 19 до 23 июля 1922 временно исполняющий обязанности председателя Терской губернской ЧК. С октября 1922 года следователь ВЧК в Москве. 24 октября допрашивал поэта Сергея Есенина в связи с его поездкой в Грузию (Есенин был случайно арестован в ночь с 18 на 19 октября 1920 г.). 
1921/1924: Помощник директора Управления нефтяной промышленности, которое входило в Главное управление по топливной промышленности (ГУТ) ВСНХ. 8 мая 1922 года пишет Служебную записку Ленину по вопросу организации топливной промышленности.
1925: Член Правления Авиатреста.
Учился в Экономическом институте Красной профессуры при ЦИК СССР. До ареста являлся заместителем начальника Управления молочно-мясных совхозов центральных районов Народного комиссариата зерновых и животноводческих совхозов СССР.
14 декабря 1937 арестован. Приговорён ВКВС СССР 2 апреля 1938 по обвинению в участии в контрреволюционной террористический организации к расстрелу. Расстрелян в день вынесения приговора. 20 октября 1956 определением Военной коллегии Верховного суда СССР посмертно реабилитирован.

### Адрес
Москва, улица Большая Почтовая, дом 18, корпус 15, квартира 50.